# Loi instaurant la relégation des récidivistes
Pour les autres lois portant le nom de Pierre Waldeck-Rousseau, voir Loi Waldeck-Rousseau.
La loi instaurant la relégation des récidivistes, proposée par Pierre Waldeck-Rousseau, alors ministre de l’Intérieur, et votée le 27 mai 1885, est une loi pénale française.
Cette loi, qui est le premier chapitre d’un dispositif pénal mis en place par les républicains « opportunistes » à la fin du XIXe siècle, entraîne l'internement à perpétuité de condamnés récidivistes sur le sol d'une colonie ou possession française, par exemple au bagne de la Guyane.
Cette loi de déportation pénale abolit la peine de surveillance de haute police.

## Raisons de cette mesure

### Climat et enjeux
Elle est votée pour faire face à la multiplication de la récidive. En effet, les chiffres ne cessent de croître depuis près d'un siècle[réf. nécessaire]. Cette constatation est rendue possible par un meilleur procédé d'enregistrement des statistiques, et offre un constat, celui de l'échec des prisons dans la réinsertion. On sait alors qu'en 1879, un prisonnier sur deux récidive. De plus, depuis l'étatisation de l'appareil répressif, l'amélioration du maillage policier et judiciaire du territoire, les chiffres de la répression judiciaire augmentent. S'ajoute à cela, la création du casier judiciaire qui permet de différencier les repris de justice. 
Enfin, selon les pénalistes et les criminologues[Quand ?], cette situation est due à la multiplication des courtes peines de prison. Ainsi, en 1878, sur 15 163 prévenus en état de récidive légale, 10 270 ont été condamnés à moins d’un an de prison. .
Les récidivistes de crime, notamment ceux condamnés au bagne, mais aussi les récidivistes de délits sont, selon un barème, jugés incapables de s’amender, et relégués dans les colonies où ils sont assignés à résidence. On espère, outre débarrasser le sol français de ces indésirables, qu’ils contribueront au peuplement des colonies, sur le modèle des prisonniers britanniques envoyés effectuer leur peine en Australie.

## Constat d'échec
Dès le début, cette loi est fortement critiquée. Clemenceau la dénonce et affirme qu'elle ne résout pas le problème de récidive mais le déplace. Au niveau répressif, elle est un échec puisque le nombre de récidivistes ne diminue pas. En 1885, les condamnés en récidive par les cours d’assises étaient 1648, en 1893 ils sont 1638.  
S'ajoute à cela le fait que les juges préfèrent appliquer les lois Bérenger sur la libération conditionnelle et le sursis, plutôt que celle de la relégation. Ainsi pour l’année 1891, seulement 965 condamnations à la relégation sont prononcées, sur un total de 143 628 condamnations à des peines privatives de liberté.
De plus, cette loi qui se voulait également colonisatrice ne parvient pas à l'être. Les récidivistes relégués souffrent trop du climat.
En 1925, la publication d'un reportage d'Albert Londres sur le bagne de Guyane rend l'opinion publique ainsi que l'opposition plus dubitatives encore. La relégation est de moins en moins appréciée. En 1936, les convois de forçats en direction de la Guyane sont suspendus par le Front populaire. En 1938, sous la pression de Gaston Monnerville, la relégation outre-mer est suspendue. Elle s’effectue alors uniquement en centrale sur le sol de la métropole. Mais cette disposition crée des difficultés dans les milieux carcéraux, et la relégation est réactivée.
Le 17 mars 1943, le ralliement de la Guyane à la France libre entraîne une nouvelle suspension des relégations au bagne de Cayenne.
Dénoncée à la fin des années 1960 par la Ligue des droits de l'homme, l'ancien ministre Eugène Claudius-Petit et un ex-relégué, René Boloux, qui entame une grève de la faim, la relégation est finalement abolie en 1970, la loi du 17 juillet 1970 substituant à la relégation la tutelle pénale. Celle-ci est à son tour abrogée par la Loi du 2 février 1981 dite « Loi sécurité et liberté ».